# Giorgio Lombardi
Giorgio Lombardi (ur. 1935, zm. 2010) – włoski profesor prawa, członek zagraniczny Polskiej Akademii Nauk od 1994 roku, wykładowca na Wydziale Prawa Uniwersytetu w Turynie.